# Capitán Misson
El capitán Misson, de nombre desconocido (algunos autores lo nombran Bartolomé, Olivier o James), fue un pirata nacido en Provenza, famoso por llevar a cabo una piratería humanista y haber fundado
Libertalia, una ciudad al norte de Madagascar que se guiaba por la igualdad de derechos entre personas de distinta raza y nacionalidad, donde el dinero se guardaba conjunta e igualitariamente y donde hablaban una mezcla de francés, inglés, holandés y portugués, parecida al esperanto. 
Que haya existido o no realmente Libertaria está en disputa. Fue descrita en el libro Historia general de los robos y asesinatos de los más famosos piratas (A General History of the Pyrate) del capitán Charles Johnson, un individuo de otro modo desconocido que puede haber sido un seudónimo de Daniel Defoe. Gran parte del libro es una mezcla de realidad y ficción, y es posible que el relato de Libertaria sea totalmente inventado. La existencia de Libertaria se dice que se prolongó durante unos 25 años. La ubicación exacta no se conoce, sin embargo, la mayoría de las fuentes dicen que se extendía desde la bahía de Antongil hasta Mananjary, incluyendo la isla de Sainte Marie y Foulpointe. Thomas Tew, Misson, y un sacerdote italiano dominico llamado Caraccioli participarían en la fundación de la misma.

## Inicios
Aunque había recibido otra educación más destinada a la lógica y las matemáticas, Misson le pidió a su padre enrolarse en un barco y hacerse a la mar. Éste lo enroló en el buque de guerra Victoire, y Misson se añadió a la tripulación, aprendiendo cuanto se le brindaba como conocimiento naval. 
En una visita a Roma, cuando el Victoire estaba fondeado en Nápoles, Misson conoció al signor Caraccioli, un dominico visionario y que predicaba más el socialismo que el clericalismo. Influyeron tanto los pensamientos de ambos en cada uno, que Misson empezó a creer en la doctrina de Caraccioli, y, a su vez, éste colgó los hábitos y se enroló en el Victoire. Pasaron algún tiempo en el cual Caraccioli le explicó sus ideales y le predicó en su doctrina, y poco después empezaron a hacer lo propio con el resto de la tripulación.

## El mando
En una lucha con el Winchester, un buque de guerra inglés, el capitán del Victoire murió, aunque ganaron la batalla. Fue entonces cuando Caraccioli arengó al joven Misson para que se presentara a capitanear el barco. Así lo hizo y dio un discurso con el que obtuvo el apoyo de la tripulación, declarando el Victoire como una nueva república marítima. Propusieron navegar bajo la bandera negra, pero al final, convencidos por la oratoria de Caraccioli, usaron una bandera blanca con el lema Dios y la Libertad.
Bajo esta bandera hicieron varias capturas de barcos, pero sin embargo no maltrataban a los vencidos, ni saqueaban completamente el navío, ni lo quemaban. Tomaban algunas mercancías y suministros y les dejaban ir. Algunos capitanes se sorprendían de esta actitud y terminaban dando vítores al pirata y su tripulación. También capturaron un navío holandés con oro y esclavos, momento en el que Misson narró su política abolicionista. Los esclavos fueron liberados y vestidos con ropas de sus amos. Algunos de estos marineros se unieron a la tripulación de Misson, aunque tuvieron que ser aleccionados por tener una conducta reprochable.

## Libertalia
Tras varios años de piratería, Misson se acercó a Madagascar, donde en Anjouan desposó a una nativa, al igual que varios de sus marineros. Más tarde, en un punto al norte de la bahía de Madagascar, Misson fundó una colonia utópica, con el nombre de Libertatia (también llamada Libertalia). Se establecieron principios socialistas, y Misson fue nombrado Lord Protector. Caraccioli fue Secretario de Estado y Thomas Tew, famoso pirata inglés, fue nombrado Almirante de la Flota. Como había habitantes de muchos países, crearon un idioma que recogía palabras de varios de ellos, parecido al esperanto. Todo se hacía conjuntamente y, de hecho, las propiedades de cada habitante no estaban valladas. El sueño dorado de Misson y Caraccioli duró unos 25 años, tras lo cual los nativos del lugar arrasaron Libertalia, muriendo Caraccioli y teniendo que huir Misson al océano, donde naufragó y murió tras ser arrasado por un huracán.

## Origen de la historia
Tew llegó a Francia con los manuscritos correspondientes a la historia de la república que fueron divulgados por la prensa de la época. Se cree que pudieron inspirar parte de los ideales de la revolución francesa.